# The Westies
The Westies, auch als West Side Irish Mob bezeichnet, war eine hauptsächlich von Irischamerikanern dominierte Bande im organisierten Verbrechen von New York City.
Der Name war entstanden, weil sie vor allem im westlichen Stadtteil Hell’s Kitchen von Manhattan tätig war. Die Bande hatte ihren größten Einfluss von 1965 bis 1988 und war vermutlich für die Ermordung von bis zu 100 Personen verantwortlich. Besonders berüchtigt war sie durch ihre rücksichtslose Leichenbeseitigung (Zerteilung) und ihre Zusammenarbeit mit der Gambino-Familie.

## Geschichte

### Vorläufer
In Hell’s Kitchen hatten sich um die Jahrhundertwende ins 20. Jahrhundert vor allem Iren niedergelassen. Die Gophers, eine der klassischen Banden von New York, beherrschten seit 1890 den Bezirk und konnte auf ihrem Höhepunkt 1907 auf rund 500 Angehörige zählen. Die Bande verbündete sich später mit den Hudson Dusters, aber beide konnten sich nicht gegen die italienischen Five Pointers und gegen die jüdische Eastman Gang durchsetzen.
Offenbar gerieten die Gophers 1908 unter die Kontrolle von Jack Zelig, der die größte Fraktion der Eastmans kontrollierte, als sich diese Bande nach der Verhaftung von Monk Eastman 1904 zersplittert hatte.
Insbesondere durch die Prohibition in den Vereinigten Staaten geriet die Bande weiter unter Druck, mit dieser endete im Prinzip die Phase der klassischen Bande in New York und nach 1920 existierten die Gophers nicht mehr. Einige Mitglieder setzten ihre kriminelle Karriere in anderer Form fort.
Mitglied Owney Madden wurde Partner von Dutch Schultz, der im benachbarten Stadtbezirk The Bronx seine Machtbasis hatte. Schultz war zudem Mitglied der Seven Group und galt als „Bierbaron der Bronx“, denn gerade irischstämmige US-Amerikaner wollten auch während der Prohibition nicht auf den Genuss von Bier verzichten.
Schultz, eigentlich ein Kosher Nostra, hatte neben Madden viele andere irischstämmige Mitglieder in seiner Bande aufgenommen. Insbesondere mit dem Ex-Gophers Vincent „Mad Dog“ Coll gerieten Madden und Schultz in einen blutigen Konflikt, der 1932 durch die Ermordung Colls beendet wurde.
Dutch Schultz selbst wurde dann 1935 ermordet, da er sich nicht an Anweisungen des National Crime Syndicate unter Lucky Luciano gehalten hatte und weiter plante, den gegen beide ermittelnden Staatsanwalt zu ermorden.
Auch in den 1940er und 1950er Jahren kontrollierten irische Bandenführer das Gebiet. Anführer wie Eddie McGrath, zusammen mit seinem Schwager Johnny „Cockeye“ Dunn und Squint Sheridan, beherrschten die Gegend um die Manhattan Westside. In den 1950er Jahren begann allerdings der Niedergang der Docks in der West Side. Die Zeit der Linienschiffe neigte sich dem Ende zu und auch immer mehr Transportgüter wurden verstärkt über den Flugverkehr abgewickelt.
Die drei Gangster zogen sich zurück; 1959 verließ McGrath als letzter das Viertel und ging nach Florida.
Ihr Nachfolger wurde Michael J. „Mickey“ Spillane, dem die illegalen Einnahmequellen der vorherigen Gangstergrößen quasi in den Schoß fielen. Zusätzliche Reputation erhielt er durch die Heirat mit Maureen McManus im August 1960, welche aus einer angesehenen Politikerfamilie stammte. Diese Familie übte mit Hilfe des Midtown Democratic Club die politische Kontrolle im Bezirk seit 1905 aus.
Diese politische Verbindung eröffnete neue Geschäftsfelder, da nun der Bausektor offenstand. Die Iren stiegen verstärkt ins labor racketeering ein und hatten somit die Hand auf den Baustellen des New York Coliseum, Madison Square Garden und später des Jacob K. Javits Convention Center.
Bis 1965 hatte Spillane den größten Teil der illegalen Geschäfte an sich gerissen; insbesondere zählten dazu auch die illegalen Straßenlotterien. Diverse andere Geschäftsfelder lagen dagegen in den Händen der italoamerikanischen Fünf Familien der La Cosa Nostra; insbesondere der Gambino- und Genovese-Familie.
Der Verfall in Hell’s Kitchen nahm weiter zu. Spillane trat im Viertel wie ein Pate der Mafia auf und verteilte Gefallen und Geschenke im Viertel. Kranke Nachbarn erhielten Blumen ins Krankenhaus geschickt oder Bedürftige zu Thanksgiving (en.: Erntedankfest) einen Truthahn.

### Spillane-Coonan Krieg

#### Hintergrund
In seiner Anfangszeit hatte Spillane auch auf das Mittel der Entführung zurückgegriffen, um Lösegeld kassieren zu können. Opfer bei einer dieser Aktionen in den 1950er Jahren war der Vater von James „Jimmy“ Coonan gewesen. Nicht nur, dass dieser während seiner Entführung durch Spillane mit einer Pistole geschlagen (englisch Pistol-whipping) worden war, hatte Spillane eine offen zur Schau gestellte Affäre mit Coonans Mutter. 1966 trat die daraus resultierende Abneigung Coonans gegenüber Spillane offen zu Tage, als Coonan vom Dach eines Hauses mit einer Maschinenpistole das Feuer auf Spillane und dessen Leute eröffnete.
Obwohl keiner dabei verletzt wurde, war die Botschaft eindeutig angekommen. Coonan, sein Bruder Jackie, Eddie Sullivan, Bobby Huggard und Georgie Saflita hatten sich positioniert.

#### Westside-Regeln
Eine Art ungeschriebenes West-Side-Gesetz besagte, dass keinen weiteren Bewohnern der West Side Schaden zugefügt werden sollte. Ebenso wie Coonan den beliebten Spillane nicht sofort ausschalten konnte, war es auch Spillane nicht ohne weiteres möglich direkt gegen Coonan vorzugehen. Trotzdem kursierten schon bald Gerüchte, dass Auftragskiller (von außerhalb) durch Spillane beauftragt worden waren. So sollte als erster Eddie Sullivan, da dieser von der East Side stammte und somit keinen Schaden in Spillanes Reputation hervorrufen würde, durch Bobby Lagville ausgeschaltet werden.
Doch das Vorhaben wurde bei Coonan und Sullivan bekannt und Ende März 1966 die Leiche von Lagville gefunden. Nur wenig später manifestierten sich die Gerüchte, ein Auftragskillerteam aus Texas sei angeworben worden. Durch kleinere Überfälle hatten sich Coonan und seine Männer Geld besorgt und sich mit Waffen ausgerüstet. Sie waren nun bereit für die große Konfrontation mit Mickey Spillane. Doch dieses Vorhaben ruinierte Jackie Coonan, der auf eigene Faust eine weitere Bar ausrauben wollte. Der plötzliche Widerstand des Besitzers sorgte jedoch dafür, dass ihn Jackie Coonan erschoss und dieser letztendlich verhaftet wurde.

#### Irrtum und Verurteilung
Nur wenige Tage darauf, am 3. April 1966, wurden die beiden Zivilisten Jerry Morales und Charles Canelstein Opfer der Coonan Truppe. Beide waren in einer Bar auf Eddie Sullivan getroffen und dieser wähnte das angekündigte Spillane-Killer-Team von außerhalb vor sich.
Unter dem Vorwand einer Polizeikontrolle lockte Sullivan Morales und Canelstein in ein Auto (Coonan und weitere Gefährten waren bereits zur Stelle). Nach kurzer Fahrt und dem Versuch beide zu berauben, wurden die beiden in einen Hinterhalt getrieben und niedergeschossen. Während Morales bis zum Eintreffen der Polizei verstarb, überlebte Canelstein trotz schwerer Verletzungen. Einen Tag später konnte die Polizei aufgrund von Zeugenaussagen Coonan, Sullivan und den Fahrer Billy Murtha festnehmen.
Am 12. Mai 1966 wurden alle Beteiligten verurteilt. Sullivan erhielt eine lebenslange Freiheitsstrafe, während Jimmy Coonan 5 bis 10 Jahre Haft wegen gefährlicher Körperverletzung (wofür er selbst schuldig plädierte) erhielt. Er wurde nach Sing Sing gebracht, wo bereits Bruder Jackie inhaftiert war.

#### Coonans Rückkehr
Im Herbst des Jahres 1970 wurde Coonan vorzeitig entlassen und kehrte nach Hell’s Kitchen zurück. Spillane war noch immer die beherrschende Figur der Gegend und Coonan war auf sich allein gestellt. Im Jahr 1971 begann Coonan, der zwischendurch kleinere Jobs übernommen hatte, wieder sein Gangsterleben aufzunehmen und beging einige kleinere Überfälle.
Später versuchte er es auch wieder mit Entführungen, wobei ein Versuch jedoch missglückte, da der Entführte direkt in die Arme eines Polizisten fliehen konnte. Coonan tauchte sofort unter; nach einigen Monaten kehrte er jedoch wieder zurück und sah sich 1972 mit einer Anklage konfrontiert, von der er jedoch freigesprochen wurde, da das Opfer sich mittlerweile weigerte, eine Aussage zu tätigen.
1973 kaufte er sich mit dem geringen Kapital, was er noch hatte, eine Kneipe, welche als 596 Club bekannt wurde und schon bald zum Stammort für viele Jungkriminelle der Umgebung wurde. In der Folgezeit wurde es schon bald als Gegenpunkt zum Hauptquartier von Spillane in der White House Bar, wo die ältere Generation von Gangstern ihre Zeit verbrachte, angesehen.
Erste Personen, mit der sich Coonan versuchte anzufreunden, waren Edward „Eddie“, „The Butcher“ Cummiskey, ein Schläger im Dienste von Spillane sowie Anton „Tony“ Lucich, der Coonan in die Geheimnisse des loansharkings einführte. Schon bald darauf begann Coonan selbst in das Geschäft einzusteigen und verlieh Geld an Bekannte, welche, mit zunehmender Abhängigkeit, begannen, in ihm den Boss zu sehen.
Ein weiterer Vorfall 1975 zwischen Coonan und einem Afro-Amerikaner aus Harlem, der mit seinen Freunden einen Bekannten Coonans bedrohte, sorgte für eine weitere gerichtliche Untersuchung, da Coonan diesen angeschossen hatte. Das Ganze geschah unter den Augen zweier Polizisten, die Coonan daraufhin verhafteten. Coonan wurde aber gegen Kaution wieder freigelassen.
James „Jimmy“ Coonan war bewusst, dass er sich nicht weiter so verhalten konnte und Unterstützung benötigte, eine Art Assistenten. Als diesen erkor er Francis „Mickey“ Featherstone aus.

#### Coonan & Featherstone
Featherstone war ein Ex-Soldat, der im Vietnamkrieg gekämpft hatte, jedoch von seiner Dienstzeit vorzeitig zurückgekehrt war. Schon in seiner Jugend war er auffällig für gewalttätiges Verhalten gewesen und litt unter traumatischen Erfahrungen durch Misshandlungen aus seiner Dienstzeit. Nach seiner Armeezeit stellte er sich Konflikten gezielt in den Weg, anstatt ihnen auszuweichen, was in der Folgezeit in verschiedene Morde führte. Jedoch gelang es seinen Anwälten Featherstone aufgrund von mentaler Instabilität (ihm wurde später schizophrene Paranoia attestiert) von der Mordanklage freizusprechen.
Im Sommer 1975 kam es nun zu einem Konflikt, der die Wege von Coonan und Featherstone kreuzen lassen sollte. Patrick „Paddy“ Dugan, ein Kleinkrimineller und Junkie, der regelmäßig in Coonans 596 Club zugegen war, erschoss im Streit seinen besten Freund Denis Curley am 25. August 1975. Die ganze Nachbarschaft war in Aufregung und besonders Eddie Cummiskey, ein enger Freund von Curley, war außer sich vor Wut und schwor offen Rache. Für Coonan bot sich hier die Chance, Dugan zu opfern, um so die Sympathien von Cummiskey zu gewinnen. In der Zwischenzeit liefen die Geschäfte Coonans immer besser und er hatte Kontakte zu Charles „Ruby“ Stein geknüpft, einem erfolgreichen Kredithai, welcher ein Assoziierter der Genovese-Familie von Anthony Salerno war. Coonan war zwischendurch mit seinem Geschäftspartner Charles Krueger; welcher nebenbei als Barkeeper in Coonans Club arbeitete; in Auseinandersetzungen geraten, da dieser auf eigene Faust Geschäfte übernahm.
Coonan täuschte nun eine Entführung Kruegers vor, was jedoch von vornherein geplant war. Ausübende Personen waren dabei Billie Beattie und Paddy Dugan. Das geforderte Lösegeld legte (der eingeweihte) Coonan für Krueger aus, wofür dieser ihm dankbar war. Doch Dugan wurde durch seine Drogenprobleme unberechenbar; nur wenige Monate später im November 1975, entführte er Krueger ohne Erlaubnis von Coonan erneut und forderte ebenso erneut von Coonan das Lösegeld. Dugan verschwand am 17. November 1975 spurlos; vermutlich war er das Opfer von Coonan und Eddie Cummiskey, die ihn gemeinsam ermordeten und die Leiche zerlegten. Cummiskey lernte in der Attica Correctional Facility den Beruf des Metzgers (daher sein Spitzname) und war somit Profi im gezielten Zerlegen. Dugans Mord sollte dafür sorgen, dass nun auch Coonan diese Profession erlernte.
Featherstone, zwischenzeitlich wegen eines Verstoßes gegen seine Bewährungsauflagen wieder im Gefängnis, hörte vom Mord an Dugan, worüber er nicht erfreut war. Dugan hatte zuvor vor Gericht für Featherstone eine falsche Aussage gemacht. Direkt nach seiner Rückkehr nach Hell’s Kitchen konfrontierte Featherstone nun Billie Beattie, welcher Dugan vermutlich in den Hinterhalt gelockt hatte. Doch Coonan informierte Featherstone über die Hintergründe des Mordes und bot ihm zugleich einen Platz in seiner Crew an, was Featherstone zu diesem Zeitpunkt noch ablehnte.
Im Dezember 1975 geriet Featherstone jedoch in einen weiteren Konflikt, diesmal mit einem Puerto-Ricaner, der daraufhin von ihm ermordet wurde. Featherstone war zu dem Zeitpunkt stark angetrunken und konnte sich am darauffolgenden Tag nicht an das Geschehen erinnern. Stattdessen fand er Coonan und Cummiskey vor, die ihn darüber informierten (sie waren in der Bar zugegen) und sagten, dass sie sich um die Leiche gekümmert hätten. Nur wenig später, im Januar 1976, sollte Featherstone Zeuge werden, wie Cummiskey und Coonan einen weiteren Problemfall in ihrer besonderen Art und Weise beseitigten.

#### Tod von Spillane
Am 20. Juli 1976 wurde Thomas Devaney erschossen, nur wenige Wochen später am 20. August folgte Eddie Cummiskey in einer Bar. Verantwortlich für die Morde war der Auftragskiller Joseph „Mad Dog“ Sullivan, welcher oft von der La Cosa Nostra angeheuert worden war.
Devaney und Cummiskey waren beide Verbündete von Spillane, doch Coonan war ebenso beunruhigt, da beide begonnen hatten ihre Loyalität in seine Richtung zu verschieben. Anfang 1977 wurde ein weiterer Spillane Verbündeter (Tom „The Greek“ Kapatos) ermordet und es wurde offensichtlich, dass Anthony Salerno dahinter steckte, welcher Konflikte mit Spillane über die Baustelle des Jacob K. Javits Convention Center hatte.
Erneut bot Coonan nun Featherstone an, für ihn zu arbeiten, worauf dieser diesmal einging. Von nun an war er als Bodyguard tätig, der Coonan auf seinen Geldeintreibungen begleitete und notfalls, ebenso wie dieser, Gewalt anwendete. Nebenbei begann Coonan das Lotterie-Racket langsam zu übernehmen, da sich Spillane langsam aus Angst vor Übergriffen und Anschlägen zurückgezogen hatte und in eine ruhigere Wohngegend gezogen war, um, den für ihn unsicher gewordenen Stadtteil zu verlassen.
Coonan bemerkte die schwindende Macht Spillanes und nutzte diese Schwäche um selbst Kontakte zur La Cosa Nostra aufzubauen, deren Organisationsstruktur er seit jeher bewunderte. Eine der ersten Personen, mit denen er Bekanntschaft schloss, war Edward „Danny“ Grillo, ein soldato in der Gambino-Familie, welcher in der „streetcrew“ von Roy DeMeo tätig war. Auch mit diesem schloss Coonan schnell Bekanntschaft.
Am 5. Mai 1977 holte Billie Beattie Jimmy Coonan ab. Im 596 Club waren bereits Tommy Hess, Richie Ryan sowie Danny Grillo zugegen, als beide eintrafen. Sie planten die Ermordung von Charles „Ruby“ Stein. Am selben Tag wurde er von Beattie und Coonan abgeholt und in den Club gefahren, wo er letztendlich von Grillo erschossen wurde. Hintergrund der Ermordung war, dass Coonan einerseits vermutete, dass Stein etwas mit den Morden an Cummiskey und Devaney zu tun hatte, er andererseits außerdem bei Stein hoch verschuldet war.
Richie Ryan wurde bei diesem Mord von Coonan in der Zerlegungskunst unterwiesen. Der Leichnam wurde später bei Ward’s Island im Wasser versenkt, aber nur wenige Tage später wurde der aufgeblähte Torso in Queens an Land gespült.
Am 13. Mai 1977 wurde Michael J. „Mickey“ Spillane in Queens auf offener Straße durch Roy DeMeo niedergeschossen, der dies vermutlich als Gefallen für Coonan (ohne dessen Wissen) erledigte und somit einen Machtwechsel hervorrief. Spillane starb am selben Tag.

### „The Westies“

#### Kooperation mit der Gambino-Familie
Die Folgemonate waren geprägt durch einige Morde, welche vermutlich in Zusammenhang mit Coonans Machtübernahme im Bezirk standen. Allerdings fand seit dem Mord an Charles Stein eine polizeiliche Untersuchung statt, welche auch die Vorgänge des Machtwechsels und die neuen Morde zu beleuchten versuchte.
Coonan und Featherstone führten dessen ungeachtet ein brutales Regime und auch die Presse wurde aufmerksam. Im Zuge von Berichterstattungen nach diversen Hinweisen auf Fundort von vermutlichen Mordopfern entstand für die Gruppierung der Spitzname „The Westies“. Auch die Gangster selbst begannen daraufhin, diesen Namen zu benutzen. Besonders bei der späteren Verurteilung der Anführer wurde diese Bezeichnung dann wieder stark von den Medien aufgegriffen.
Die La Cosa Nostra war nun offenbar bereit, auch auf höchster Ebene mit Coonan zusammenzuarbeiten und ihn als Geschäftspartner zu akzeptieren. Im Februar 1978 wurden Coonan und Featherstone zu einem Treffen mit Paul Castellano, dem Boss der Gambino-Familie, bestellt. Roy DeMeo aus der Gambino-Familie soll den Kontakt hergestellt haben. Außerdem waren Mafiagrößen wie Carmine Lombardozzi, Joseph N. Gallo, Anthony „Nino“ Gaggi, Aniello Dellacroce und Frank „Funzi“ Tieri (Genovese-Familie) anwesend.
Auf diesem Treffen wurde auch der Mord an Stein diskutiert, jedoch bestritt Coonan jegliche Beteiligung an dem Mord. Castellano erlaubte den „Westies“ die Benutzung ihres Familiennamens bei ihren Geschäften in der West Side, verlangte jedoch eine prozentuale Beteiligung an den Gewinnen sowie das Ende der „Cowboy-Methoden“, wie die Italiener das wilde Vorgehen der Iren einschätzten. Während Coonan mit der neuen Partnerschaft zufrieden war, misstraute Featherstone den Italienern, woraus sich in der Folgezeit eine immer größere Unzufriedenheit bei ihm entwickelte.
Die Zusammenarbeit mit der Gambino-Familie erhöhte die Selbstsicherheit bei Coonan enorm, was sich in seinem Auftreten widerspiegelte. Er kopierte die Verhaltensweisen der Mafiosi in Kleidung, Protokoll und übertrieben formulierten Drohungen. Versuche seine Komplizen mit DeMeos Crew interagieren zu lassen, schlugen jedoch meistens fehl.

#### Erste Probleme: Mord und Falschgeld
Ein Beispiel für Coonans zunehmend selbstsicheres – aber auch unberechenbares Auftreten – wurde der Mord an Harold „Whitey“ Whitehead im November 1978. Ursache für dessen Ermordung durch Coonan war eine Beleidigung, die er in der Vergangenheit gegenüber Jackie Coonan äußerte. Das Vertuschen des Mordes als Raubüberfall scheiterte jedoch.
Nicht nur, dass nicht alle Patronenhülsen entfernt worden waren, der, beim Mord anwesende Bobbie Huggard, welcher nach mehreren Jahren auf der Flucht wieder nach Hell’s Kitchen zurückgekehrt war, hinterließ unabsichtlich eine Grußkarte von seiner Freundin. Als der Leichnam von Whitehead entdeckt wurde, begann eine große polizeiliche Untersuchung, welche zunächst erfolglos blieb.
Zur gleichen Zeit intensivierte sich jedoch eine, nicht in diesem Zusammenhang stehende, Untersuchung von Falschgeld, welches in der Umgebung aufgetaucht war und an der Mickey Featherstone beteiligt war, der dieses Geschäft selbst auf die Beine gestellt hatte. In den folgenden Monaten gelang es der Polizei, einen Undercover-Agenten in den engen Kreis um diese Einnahmequelle einzuschleusen, welcher letztendlich Kontakt mit Featherstones Partner, Ray Steen aufnehmen konnte.
Die folgenden Wochen dienten dazu, die Schlinge um den Geldfälscherring enger zu ziehen und letztendlich wurden bei einer Hausdurchsuchung in Featherstones Wohnung die gesuchten Druckplatten gefunden. Außerdem traf die Polizei dort einen weiteren Partner, Billy Comas, welcher ebenfalls beim Mord an Whitehead anwesend gewesen war.
Steen und Comas wurden bald darauf davon überzeugt, gegen Featherstone sowie Coonan auszusagen und beide wurden kurz darauf verhaftet. Auf Rat seiner Anwälte bekannte sich Featherstone des Geldfälschens schuldig, während Coonan illegalen Waffenbesitz zugab.
Allerdings war in der Wohnung von Featherstone neben den Druckplatten auch die Mordwaffe gefunden worden, was durch ballistische Untersuchungen bestätigt werden konnte. Als Zeugen, die nun gegen das Duo aussagen sollten, wurden Bobby Huggard, John Crowell und Billy Comas benannt, die drei Personen, welche an diesem Tag ebenfalls beim Mord anwesend waren. Während Coonan und Featherstone davon überzeugt waren, dass Huggard nicht aussagen würde, waren beide sich bei Crowell nicht sicher.
Auch bei Comas waren inzwischen Gerüchte über seine Zusammenarbeit mit den Ermittlungsbehörden aufgetreten; allerdings beging dieser am 22. März 1979 in einem Hotel mit einer Schusswaffe Selbstmord. Der Prozess endete mit einem Freispruch von Featherstone und Coonan bei der Mordanklage, da sich nun nur noch die Aussagen von Steen und Crowell widersprüchlich gegenüberstanden.
Im Juni 1980 wurde Featherstone von einem Gericht auch vom Mord an Spillane, dessen er kurz nach seiner Verhaftung auch beschuldigt worden war, freigesprochen.

#### Featherstones Rückkehr
Am 26. Juli 1983 wurde Featherstone frühzeitig aus dem Gefängnis entlassen und erfuhr von seiner Frau Sissy, dass sich die restlichen Crew-Mitglieder während seiner erzwungenen Abwesenheit nicht finanziell um seine Familie gekümmert hatten. Im Gegensatz zu den Coonans, wo sich Edna Coonan regelmäßig selbst darum gekümmert hatte, die Anteile ihres Mannes zu kassieren.
Zunächst versuchte Featherstone, sehr zum Erstaunen seiner Kameraden von der West Side, zu einem legalen Leben zurückzukehren. Als er sich wegen des Kaufs eines Hauses Geld von Edna Coonan leihen wollte, lehnte diese ab.
Als Edna, im Auftrag von Jimmy Coonan, nun verlangte, dass sich Featherstone um drei Personen kümmern sollte – Bull Maher (der angeblich Coonan um Geld betrog), Billie Beattie (Ex-Freund von Edna Coonan) sowie Vinnie Leone (der ebenso angeblich die Coonans Geld vorenthielt) – lehnte er ab.
Er begann jedoch 1984 mit Komplizen aus alter Zeit zusammenzuarbeiten, darunter vor allem Jimmy McElroy und einen jungen Newcomer namens Kevin Kelly. Beide waren dafür verantwortlich, dass im Februar 1984 Leone ermordet wurde und wollten als Belohnung Einnahmequellen an den Piers erhalten. Jimmy Coonan stellte jedoch die Bedingung, dass Featherstone in die Bande zurückkehren sollte. In der Folgezeit gelang es Featherstone mit seinen beiden neuen Partnern erfolgreich einige Projekte abzuwickeln; u. a. erleichterten sie Bull Maher um seine Einnahmequellen. Doch Featherstone war unzufrieden mit seinem erneuten Gangsterleben und erwog bereits zu diesem Zeitraum die Möglichkeit ein Kronzeuge der Regierung zu werden.

### Niedergang

#### Coonans zweite Rückkehr
Im Dezember 1984 kehrte James „Jimmy“ Coonan aus dem Gefängnis zurück und nahm sofort wieder Kontakte zur Gambino-Familie auf, was bei den Westies wenig positiv aufgenommen wurde. Inzwischen war Roy DeMeo umgebracht worden und Coonan freundete sich mit Danny Marino an.
Paul Castellano war unterdessen unter den Druck der Staatsanwaltschaft geraten. Besonders Dominick Montiglio bereitete Sorgen, da bekannt war, dass er mit der Regierung kooperierte und gegen Castellano aussagen wollte. Coonan zitierte Featherstone zu sich, der einige Male mit Montiglio in der Vergangenheit mit diesem Kontakt gehabt hatte und verlangte, dass er Aussagen machen solle, welche diesen vor Gericht belasten würden.
Anfang 1985 waren Featherstone und ein Großteil der Komplizen unzufrieden mit Coonans Regentschaft, da dieser mittlerweile einen so großen Anteil an den Gewinnen verlangte, dass weniger für den Rest übrig blieb, und begannen die Ermordung ihres Chefs zu planen. Das Unternehmen wurde jedoch durch den Mord an Michael Holly am 25. April 1985 unterbrochen. Dieser wurde auf offener Straße niedergeschossen und nur einen Tag darauf wurde der Hauptverdächtige laut Zeugenaussagen festgenommen: Francis „Mickey“ Featherstone.
Täter war allerdings Billy Bokun, dessen Bruder vermutlich 1977 durch Hollys Verschulden ums Leben gekommen war. Bokun benutzte an diesem Tag eine Perücke und einen falschen Bart, um wie Featherstone auszusehen. Zusätzlich lieh er sich den gleichen Wagentyp wie ihn Featherstone besaß.

#### Kronzeuge Featherstone
Die Tatsache hereingelegt worden zu sein, wurde Featherstone in den Folgewochen bewusst, als er mitbekam, wie Bokun dies vor seinen Anwälten zugab, diese ihm jedoch zum Stillschweigen darüber rieten und im Prozess Zeugen beriefen, welche gegen Featherstone aussagten. Bokun selbst tauchte dabei niemals auf und so war es nicht verwunderlich, dass Featherstone am 29. März 1986 des Mordes für schuldig befunden wurde.
Dies war der Moment, an dem Mickey Featherstone zu der Erkenntnis kam, nichts mehr zu verlieren zu haben. In den Folgemonaten begannen er und seine Frau Sissy mit der Regierung zu kooperieren und gegen ihre ehemaligen Westies-Gefährten auszusagen. Im Zuge der Untersuchungen konnte im September 1986 seine Unschuld bewiesen werden und das Urteil vom März wurde aufgehoben.
In der Folgezeit konnte der Hauptankläger Rudy Giuliani einen RICO-Fall gegen Coonan und seine Komplizen ausarbeiten, der zu einer erfolgreichen Anklage führte. Im September 1987 begann der Prozess gegen Coonan, in welchem Featherstone mehrere Wochen lang vor Gericht aussagte. Ein Großteil der Westies wurde zu hohen Gefängnisstrafen verurteilt. Allein James „Jimmy“ Coonan erhielt eine Freiheitsstrafe von 60 Jahren. Featherstone und seine Familie wurden in das Zeugenschutzprogramm aufgenommen.

### Von Hell’s Kitchen zu Clinton
Nach den Prozessen wurden Kevin Kelly und Kenny Shannon zu den einflussreichsten und aktivsten Gangstern in der West Side. Sie beschäftigten sich vor allem mit Sportwetten und Glücksspiel und dealten mit Kokain. Nach zwei Jahren Aktivität hielten sie dem juristischen Verfolgungsdruck nicht mehr Stand und offenbarten sich den Behörden. Giuliani hegte deshalb die Hoffnung, den „Irischen Mob“ endgültig besiegt zu haben, da er nun aller führenden Köpfe habhaft geworden war.
Aber die Nachbarschaft im Stadtteil hatte sich verändert. Hell’s Kitchen war nicht mehr durch irischstämmige Arbeiter geprägt, sondern durch eine wohlsituierte Mittelschicht aus Angestellten. Dieser Wandel fand sich auch im Namen des Viertels wieder, welcher nun auch Clinton lautete.
Der serbische Jugoslawe Bosco „The Yugo“ Radonjich hatte bereits auf unterer Ebene für Jimmy Coonan gearbeitet. Ähnlich wie früher Spillane die illegalen Geschäfte in die Hände gefallen waren, füllte nun Radonjich die Lücke und übernahm die irische Bande. Ebenfalls gelang es ihm, die Kontakte zur Gambino-Familie, die jetzt John Gotti unterstand, zu erneuern.
Bandenmitglied Brian Bentley und zwei Assoziierte Latinos starteten eine großangelegte Betrugsserie, bei der von 1989 bis 1992 über 1000 Opfer geschädigt wurden. Weiterhin stellten die Westies auch wieder schlagkräftige Männer und Mörder für die Gambinos zur Verfügung, was erst mit der Inhaftierung von John Gotti 1992 endete.
1999 wurde Radonjich offenbar in Miami bei einem Zwischenstopp festgenommen. Da aber der Hauptbelastungszeuge Sammy Gravano wieder kriminell geworden war, kam es zu keiner Anklage. Radonjich entzog sich einer weiteren Verfolgung durch die Rückkehr nach Jugoslawien. Dort starb er 2011 nach kurzer Krankheit.

## Anführer der irischen Gangster in Hell’s Kitchen
- 1921–1934: Owney Madden, Partner von Dutch Schultz
- 1934–1959: Eddie McGrath
- 1959–1973: Michael J. Spillane
- 1973–1986: James Coonan; unter ihm entwickelte sich der Begriff Westies
- 1986–1988: Kevin Kelly
- 1988–1995: Bosko Radonjich, nach einer gescheiterten Anklage wieder in Serbien
- 2012–2012: John Bokun, Billy Bokuns Neffe